# Radnice (Lázně Bohdaneč)
Radnice v Lázních Bohdanči stojí na jihovýchodní straně Masarykova náměstí na parcelách 3 gotických domů (podle archeologického průzkumu 2015–16). Stavba byla povolena Janem z Pernštejna v roce 1540. Renesanční radnice byla jednopatrová se 3 arkádami. Sloužila potřebám správy města, v přízemí byl hostinec a ve sklepě sklad soli a konopí.

## Historie stavby

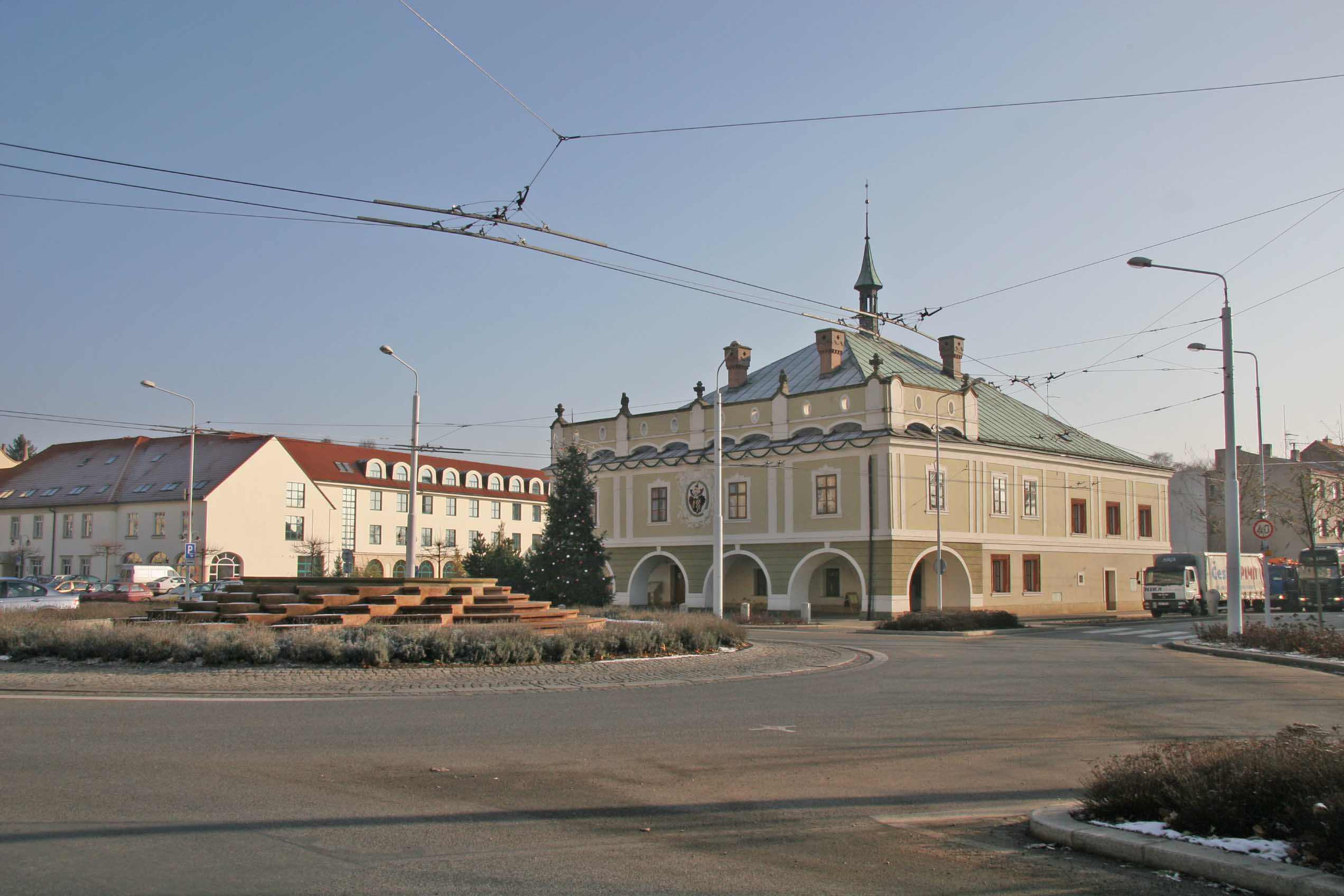
Renesanční radnice v Bohdanči

Zhoubný požár města roku 1772 zničil 78 domů, faru, pivovar, věž kostela a také radnici, která zůstala několik let nezastřešená. Rozsáhlé opravy a barokizace (4 oblouky arkád, na průčelí atika s vázami a bustami císařů) dokončeny podle projektu stavitele Jedličky roku 1783. Prostor v podloubí byl pronajímán soukeníkům, stejně jako hostinec (nájemce se musel prokázat vysvědčením o mravném chování).

## Významné události 20. století
V roce 1912 byl do budovy zaveden vodovod, roku 1925 proběhla rekonstrukce podle návrhu akad. malíře Bašeho (zrestauroval i znak města na průčelí), v roce 1930 bylo ve dvou síních otevřeno městské muzeum. V poválečném období byly opraveny nástěnné malby v obřadní síni. Pro vzhled radnice bylo osudové provedení výměny původních dubových podlah a dřevěného schodiště v roce 1949. Po roce 1950 se objevily statické poruchy v důsledku poklesu hladiny spodní vody při regulace Rajské strouhy (trhliny ve zdech). Rekonstrukce zároveň i s inženýrskými sítěmi a novou měděnou střechou byla dokončena roku 1974. Koncem 80. let došlo k další rekonstrukci (necitlivě strženy krovy v podloubí, zbourána nosná zeď).
V posledních letech byla měděná střecha nahrazena střechou z pálených tašek, které zde byly na počátku 20. století. V roce 2014 byla obnovena fasáda, v dalším roce byl Východočeským muzeem Pardubice proveden záchranný archeologický průzkum. Roku 2016 byla otevřena zrekonstruovaná restaurace a také nová muzejní expozice, kde jsou prezentovány i nálezy z archeologického průzkumu.